# David Krakauer
David Krakauer (ur. 22 września 1956) – amerykański klarnecista, grający głównie muzykę klezmerską. Jego kariera w tym gatunku rozpoczęła się, gdy pod koniec lat osiemdziesiątych został członkiem zespołu The Klezmatics. Wcześniej Krakauer pracował jako klarnecista w orkiestrze, a także eksperymentował z muzyką współczesną.
Klezmer Madness!, zespół Davida Krakauera, miesza tradycyjną muzykę klezmerską z współczesnymi gatunkami. Jego członkami są: Michael Sarin (perkusja), Sheryl Bailey (gitara), Nicki Parrot (gitara basowa) oraz Will Holshouser (akordeon). Współpracuje z nim również kanadyjski raper Socalled. Krakauer realizował również projekt Abraham Inc. z Fredem Wesleyem i Pee Wee Ellisem, mieszając muzykę klezmerską z funkiem.
Muzyk współpracował też z zespołem Kronos Quartet.

## Dyskografia
- Klezmer madness! (1995)
- Klezmer, NY (1998)
- A new hot one (2000)
- The twelve tribes (2001)
- Krakauer live in Krakow (2003)
- Bubbemeises: Lies my gramma told me (2005)